# إيفان فوستار
إيفان فوستار (مواليد 18 أغسطس 1989 في كرواتيا لاعب كرة قدم كرواتي .
وقع مع النادي العربي مطلع عام 2018 .

## روابط خارجية
- إيفان فوستار على موقع قاعدة بيانات كرة القدم.إي يو (الإنجليزية)
- إيفان فوستار على موقع Soccerway.com (الإنجليزية)
- إيفان فوستار على موقع عالم كرة القدم.نت (الإنجليزية)